# トランスフォーマー/ビースト覚醒
『トランスフォーマー/ビースト覚醒』（トランスフォーマー ビーストかくせい、原題：Transformers: Rise of the Beasts）は、2023年のアメリカ合衆国のSFアクション映画であり、玩具「トランスフォーマー」を原作としている。本作品は実写版「トランスフォーマー」シリーズの第7作目であり、『バンブルビー』（2018年）の続編であり、トランスフォーマーシリーズのひとつである『ビーストウォーズ 超生命体トランスフォーマー』の物語の影響を受けている。監督はスティーヴン・ケイプル・ジュニア、脚本はダーネル・メタイヤーとジョシュ・ピーターズ、ストーリーはジョビー・ハロルドで、アンソニー・ラモス、ドミニク・フィッシュバックが出演する。本作品は、1994年のニューヨーク市ブルックリンとペルーのマチュ・ピチュ、クスコ、サンマルティンなどを舞台に、オプティマス・プライムが活躍する。

## あらすじ
数千年前。マクシマル(獣型のトランスフォーマー)が暮らす星には、高度な科学技術で開発した“トランスワープ・キー”があった。勇猛だが平和的な彼らは、時空を開いて自由に行き来できるキーを使い、宇宙に生命を広めるために若い星々を訪れていた。
宇宙の星そのものを食料として食う強大で邪悪な存在“ユニクロン”は、トランスワープ・キーを手に入れて全宇宙を我が物とするために、手下のスカージにマクシマルの星を襲わせた。少数の仲間と共にトランスワープ・キーを持って星を脱出したゴリラ型のマクシマルの名は、伝説の勇者にあやかり、オプティマスプライマルといった。
1994年、ブルックリンに住む元軍人の若者ノア・ディアスは、母親と難病の弟と3人で狭いアパートに暮らし、仕事を探していた。当てにしていた会社から就職をキャンセルされたノアは、弟の治療費のために自動車泥棒を手伝う羽目に陥った。罪の意識に悩みつつ乗り込んだ目当ての車は、トランスフォーマーであるミラージュが変形したものだった。
エリス島の博物館に務めるエレーナは天才的な頭脳を持ち、学芸員より遥かに多くの知識を有していたが、貧しさ故に学歴が無くインターンの身分に甘んじていた。ある日、スーダンで発見された5000年前の鳥の像を目にするエレーナ。その像に刻まれた文字が通常の象形文字と異なることに気づいた彼女は、居残って夜中にこっそり像を調べ始めたが、僅かな刺激で像は砕け、中からトランスワープ・キーが現れた。 
エレーナは気づかなかったが、出現したトランスワープ・キーは人間には見えない強烈な光を宇宙に向けて発射した。それを見て、オートボット(トランスフォーマー部隊)に集合をかけるオプティマス。彼はトランスワープ・キーについて知っており、このキーで時空を開けば故郷の星サイバトロンに帰れると期待した。長命なオプティマスたちだが、彼らはこの時点で7年も地球に足止めされていたのだ。
光の源であるエリス島の博物館に忍び込むために、ミラージュが連れて来てしまった人間のノアに協力を求めるオートボットたち。だが、ユニクロンの部下のスカージもキーの光に気づき、地球に飛来していた。博物館の中でエレーナと出会い、共にスカージの配下に追われるノア。博物館の前庭でスカージの一味と戦うオートボットたち。どこからか鷲型のマクシマルも現れ加勢したがオートボットは敗れ、トランスワープ・キーは奪われてしまった。
エアレイザーと名乗る鷲型マクシマル。数千年前にトランスワープ・キーを持って故郷の星から逃れた獣型トランスフォーマーの一人であり、奪われたキーは切断された半分のみで、もう片方を探し出さなければ発動しないと語るエアレイザー。 研究熱心なエレーナは、砕けた鳥の像に刻まれていたのと同じ文字が、クスコのインカ神殿に描かれていることに気づいていた。エレーナの案内でペルーのクスコヘ急ぐ一同。地球を守らなければ家族も危ないからとノアも同行した。だが、ノアは内心では、キーの片方だけでも壊してしまえば、ユニクロンが地球を襲う理由もなくなると考えていた。
トランスワープ・キーが隠されたのはクスコの教会の中庭だと当たりをつけ、人目を避けてノアとエレーナに探らせるオプティマス。ノアたちは中庭の地下で未発掘の神殿跡を発見したがキーは見つからず、2人はスカージの配下に襲われた。地下通路を通ってジャングルまで逃げ、ゴリラ型のマクシマルであるプライマルと出会うノアとエレーナ。追って来たオートボットたちのリーダーがオプティマスプライマルだと知ったプライマルは「名をもらった」と頭を下げ、仲間を紹介した。
2つ目のキーを地下神殿から持ち出し、隠したのはマクシマルのプライマルだった。スカージを誘き出す罠としてキーを使い、奪われた片方を取り戻そうと提案するオプティマス。しかし、ユニクロンに故郷の星を破壊されたプライマルは、せめて地球だけは守ろうと現状維持を望み、戦いに消極的だった。隙を見てキーの破壊を試みるノア。だが、故郷に帰らせて欲しいと頼むオプティマスの言葉に怯(ひる)む間に、キーをスカージに奪われてしまった。 
2つのキーを繋げて発動し、そのエネルギーで山を巨大な“時空の扉”に変えるスカージ。宇宙空間にいるユニクロンがアンテナを伝って扉に入る前に、コードを打ち込めば扉は閉じるが、そのコードが分からないと嘆くプライマル。だが、エレーナは見聞きして来たキーの手掛かりを全て記録して、コードを復元していた。エレーナがキーの台座にたどり着きコードを入力するまで、決死の覚悟でスカージとその配下に戦いを挑むオートボットとマクシマルたち。オプティマスは一騎打ちによってスカージを倒したが、スカージは死の直前に、エレーナがコードを打ち込んだキーの台座を砕き、コードを無効にしてしまった。
死を覚悟して仲間たちを退避させ、一人でキー本体を破壊するオプティマス。爆風で飛ばされたオプティマスは、ユニクロンが宇宙空間に閉じ込められる衝撃に巻き込まれかけたが、ノアやプライマルによって救助された。故郷の星に帰る望みは絶たれたが、新たな友を得て、悪と戦い続けると誓うオプティマス。ブルックリンに帰ったノアは、「友達のデカい連中」と共に、世界を守るアメリカ政府の秘密組織『ＧＩジョー』にスカウトされた。

## キャスト

### 人間 / Humans
ノア・ディアス / Noah Diaz
演 - アンソニー・ラモス / 吹き替え - 中島健人
本作の主人公。電子機器の専門家で、かつてはアメリカ陸軍に所属していたが、家庭の事象により現在は除隊している。
家族を支えるために就職活動に励むもなかなか上手くいかず、せめてクリスの治療費だけでも稼ごうとリークの誘いに乗り、車泥棒に手を染めるが、最初に盗んだ車がミラージュだったことから、トランスフォーマーの戦いに巻き込まれることになる。
エレーナ・ウォレス / Elena Wallace
演 - ドミニク・フィッシュバック / 吹き替え - 仲里依紗
本作のヒロイン。エリス島の博物館にてインターンとして勤務している。
上司からは雑用としてこき使われているものの、高い観察眼と知識の持ち主で、美術品の鑑定に重宝されている。いつかは考古学者として偉大な発見をしたいという夢を持つ。
勤務する博物館にトランスワープキーが運ばれたことで、彼女も戦いに巻き込まれることになる。
ブリアンナ・ディアス / Breanna Diaz
演 - ルナ・ローレン・ヴェレス / 吹き替え - 斉藤貴美子
ノアの母親。生活苦に苛まれながらも、シングルマザーとして息子たちを支えている。
クリス・ディアス / Kris Diaz
演 - ディーン・スコット・バスケス / 吹き替え - 戸松遥
ノアの弟。兄を「ソニック」と呼ぶなど、固い絆で結ばれている。
鎌状赤血球症を患っているが、家庭が貧しくて満足な治療を受けられずにいる。
リーク / Reek
演 - トベ・ンウィーグウェ / 吹き替え - 小松史法
ノアの友人。お調子者で富裕層を嫌っている。
ノアに車泥棒の話を持ち掛け、これが彼とミラージュとの出会いを招いた。
モデルとなったのはケイプル・ジュニアの亡き友人で、一番好きだった俳優としてンウィーグウェが演じた。またンウィーグウェは本作の劇中挿入歌『On My Soul』を歌っている。
エージェント・バーク
演 - マイケル・ケリー / 吹き替え - 津田健次郎
とある組織のエージェント。

### トランスフォーマー / Transformers

#### オートボット / Autobots
前作『バンブルビー』から7年が経ち、ビーやオプティマス以外にも多くの仲間が亡命してきたが、今なおディセプティコンに支配されている故郷サイバトロン星への帰還を目指しており、そのための切り札としてトランスワープキーを探し求める。
オプティマスプライム / Optimus Prime
声 - ピーター・カレン / 吹き替え - 玄田哲章
オートボットのリーダー。1987年式フレイトライナーFLAセミトラックに変形する。
7年間も地球に足止めされている焦りから、トランスワープキーを何としても入手しようと躍起になっており、そのためノア達人間との協力には難色を示している。
バンブルビー / Bumblebee
オートボットのスカウト。全地形対応の拡張機能を備えた、黄色と黒の1970年代の第2世代クラシック・シボレー・カマロに変形する。
前作の主人公チャーリーとの交流から、仲間たちの中では人類に一番信頼を寄せている。トランスワープキーを巡る争いで、スカージの凶弾の犠牲となる。
ミラージュ / Mirage
声 - ピート・デイヴィッドソン / 吹き替え - 藤森慎吾
オートボットの戦士。青いストライプの入った銀色のポルシェ・911（964型）に変形する。名前通り、ホログラムによる分身で敵を翻弄する戦闘スタイルを好む。
長い間高級ホテルの地下駐車場に隠れていたが、ノアが知らずに盗んだことで彼と友人になる。お調子者なところがあるものの正義感は強く、クリスに「ノアを必ず守る」と約束する。
アーシー / Arcee
声 - ライザ・コシ / 吹き替え - ファイルーズあい
オートボットの狙撃員。ダークピンクと白のドゥカティ・916に変形する。
ホイルジャック / Wheeljack
声 - クリスト・フェルナンデス / 吹き替え - 武内駿輔
オートボットの科学者にして技術者。地元のテレビ会社のフォルクスワーゲン・タイプ2に変形する。前作では初代アニメシリーズに似た造形だったが、本作では眼鏡をかけた若々しい姿となっている。
仲間たちに先駆けて南米に潜伏していた影響か、スペイン語訛りで話す。
ストラトスフィア / Stratosphere
声 - ジョン・ディマジオ / 吹き替え - チョー
オートボットの航空戦士。C-119に変形する。
「空の支配者」を自称する老兵で、一昔前のパイロットのようなヘルメットをしている。
エアレイザーの案内で、ペルーを目指すオプティマス達を空輸する。

#### マクシマル / Maximals
かつてサイバトロン星とは異なる惑星で暮らしていた、動物に変形する能力を持つトランスフォーマー達。宇宙の生命の繁栄のため、時空を超えることのできるテレポート装置トランスワープ・キー / Transwarp Keyを管理していた。
だが、それを狙ったユニクロンとテラーコン達に故郷を滅ぼされ、プライマルをはじめとする僅かな者たちが地球へと亡命してきた。ユニクロン達に奪われぬよう、トランスワープキーを二つに分かつと、プライマルの一派はペルーへ、エアレイザーの一派はスーダンへと渡り、キーを守ってきた。
オプティマスプライマル / Optimus Primal
声 - ロン・パールマン / 吹き替え - 子安武人
マクシマルの現在のリーダーで、ゴリラに変形する。その名はオプティマスプライムに敬意を表してつけたものである。
地球ではマチュ・ピチュを拠点に、インカの人々と協力しながらキーを守ってきた。
エアレイザー / Airazor
声 - ミシェル・ヨー / 吹き替え - 本田貴子
マクシマルの偵察員。ハヤブサに変形する。
スーダンに渡ったマクシマルを率いていたが、現在の生き残りは彼女のみとなっている。エレーナの手に渡ったキーを追ってニューヨークに飛来し、オートボット達に協力を要請する。
ライノックス / Rhinox
声 - デヴィッド・ソボロフ
サイに変形するマクシマル。吹替版を演出した岩浪美和は当初は中村大樹を起用することも検討したが叫び声以外台詞が無かったため起用が断念された。
チーター / Cheetor
声 - トンガイ・キリサ / 吹き替え - 高木渉
チーターに変形するマクシマル。
吹替版では『ビーストウォーズ』と同様に語尾に「～じゃん」とつけて話す。
エイプリンク / Apelinq
声 - デヴィッド・ソボロフ / 吹き替え - 大塚明夫
プライマルの先代のマクシマルのリーダー。プライマル同様にゴリラに変形するが、瞳が赤くビーストモードの両腕にブレードを装備しているなどの違いがある。
ユニクロン達の襲来を受け、プライマルにリーダーの座とキーを託して故郷から脱出させ、自身は殿としてスカージと一騎打ちの末に戦死する。

#### テラーコン / Terrorcons
ユニクロン配下の勢力で、宇宙各地で侵略と殺戮を繰り広げていた。主君から暗黒のエネルギーを授かっており、他のトランスフォーマーを凌ぐパワーを誇る。
スカージ / Scourge
声 - ピーター・ディンクレイジ / 吹き替え - 飛田展男
ユニクロンの配下で最強と恐れられるテラーコンのリーダーで、今作のメインヴィラン。材木輸送用の1994年製ピータービルト・モデル359トレーラートラックに変形する。
かつて故郷をユニクロンに滅ぼされ、自身は助命と引き換えに服従を誓った過去を持つ。トロフィーハンティングを趣味とし、ボディやフロントグリルに仕留めたトランスフォーマーたちのエンブレムを飾っている。
ナイトバード / Nightbird
声 - MJ・ロドリゲス / 吹き替え - 柚木涼香
テラーコンの女性忍者。日産スカイラインGT-R（BCNR33型）に変形する。
背中に装備した翼とジェットエンジンにより、飛行も可能としている。
バトルトラップ / Battletrap
声 - デヴィッド・ソボロフ / 吹き替え - 三宅健太
テラーコンの用心棒にして偵察兵。レッカー車仕様のGMC・トップキック（C7000型）に変形する。
スウィープス / Sweeps
スカージが使役する小型のテラーコン。フリーザー / Freezerとノヴァケイン / Novakaneの2体からなる。
『スタジオシリーズ』の玩具では機関銃タイプのSFガンに変形し、同シリーズのテラーコン達に武装させる事ができる。

#### その他
ユニクロン / Unicron
声 - コールマン・ドミンゴ / 吹き替え - 山路和弘
テラーコンたちを陰で操る、惑星並みの巨体を誇るトランスフォーマー。その巨体を維持するため、これまで多くの惑星を捕食し、そのエネルギーを摂取してきた。
全宇宙を支配すべくトランスワープ・キーを狙い、マクシマルの故郷を滅ぼしたが、肝心のところでキーを逃した結果、何千年もの間時空の狭間に取り残されて空腹を募らせている。
スコルポノック / Scorponok
蠍に似た巨大な金属生命体。玩具上はプレダコン / Predacon所属となっているが、劇中ではテラーコン同様、ユニクロンの配下となっている。

## 製作

### 企画
2018年12月、「トランスフォーマー」フランチャイズの将来について尋ねられたプロデューサーのロレンツォ・ディ・ボナヴェンチュラは「トランスフォーマーの大作映画がまた作られる」と述べ、「これまでの作品とは違うものになる」と述べた。同氏は、このプロセスを「進化」以上のものであると表現し、創作の自由度が高まり、それによって何ができるのかを考えていると述べた。『バンブルビー』の成功を受けて、同作品に触発されて、シリーズのトーンやスタイルにいくつかの変更を加えることを認めた。
『バンブルビー』の監督を務めたトラヴィス・ナイトは、同作の続編のアイデアがいくつかあることを認めつつも、自分が所属するアニメーションスタジオ「ライカ」に戻ることが目標だと語った。ジョン・シナは、続編での再演に興味を示した。脚本家のクリスティーナ・ホドソンは、「（彼女は）次の作品でどこに行きたいのか分かっている」と述べた。2019年1月下旬、『バンブルビー』の世界興収が好成績を収めたことにより、続編の製作が発表された。3月、ディ・ボナヴェンチュラは『バンブルビー』の続編の脚本を執筆していることを認めた。
2020年1月、パラマウントが、ジェームズ・ヴァンダービルトが書いた脚本と、ジョビー・ハロルドが書いた脚本、2種類の『トランスフォーマー』映画を制作していると報じられた。11月、ハロルドの脚本を監督するために、スティーヴン・ケイプルJr.が採用された。
日本の映画専門ウェブサイト「映画.com」は、ケイプルがアニメ版『トランスフォーマー』のファンであり、作品への理解が深いことから採用に至ったのだろうと推測している。また、アメコミ系映画を専門とするライターの杉山すぴ豊も、同様の見解を示している。
2月には、本作品のワーキングタイトルが『Transformers: Beast Alliance』であることが明らかになり、『ビーストウォーズ』シリーズのキャラクターの登場が示唆された。6月にパラマウント社が開催したバーチャルイベントで、ディ・ボナベンチュラとケイプルは、正式なタイトルを『Transformers: Rise of the Beasts』と発表し、テラートロン、マキシマル、プレダコンが登場することを認めた。『ビーストウォーズ』のキャラクターのVFXはムービング・ピクチャー・カンパニーが担当する。映画のトーンとアクションは、『ターミネーター2』に大きな影響を受けている。

### キャスティング
2021年4月、アンソニー・ラモスが本作品の主役にキャスティングされた。同月末、ラモスの相手役としてドミニク・フィッシュバックがキャスティングされた。また、ハロルドの脚本を書き直すために、ダーネル・メタイヤーとジョシュ・ピーターズが採用されたことも明らかになった。6月には、女優のローレン・ヴェレスが、本作品に出演することを明らかにした。同月、ピーター・カレンが本作品でオプティマス・プライムを再演することが決定し、ロン・パールマンが『Transformers: Power of the Primes』のオプティマス・プライマルの声を再演することも発表された。7月には、ラッパーのトベ・ンウィーグウェが本作品に出演することを明らかにした。

### 撮影
2021年6月7日、カリフォルニア州ロサンゼルスで主要撮影が始まった。また、ペルーのマチュ・ピチュでも撮影が開始される予定。

## 日本語版予告
2023年4月に日本版特報が公開された際、タイトルコールに子安武人が起用された際、反響を受け、配給元はビーストウォーズ 超生命体トランスフォーマーで吹き替え演出をした岩浪美和を音響監督に新たに起用し、ビーストウォーズの声優を多数起用する事が決定された。2023年7月21日には、音響監督の岩浪美和による声優無法地帯とも言われたビーストウォーズの旧キャストが声を当てた日本語版予告が公開された。声優陣は唯一映画本編に出演している高木渉（チータス役）ほか、映画未出演の千葉繁（メガトロン役）、山口勝平（ラットル役）、加藤賢崇（ワスピーター役）が出演。

## コマ撮りアニメ
オプティマスプライマルとオテテクロンの戦い
2023年7月14日にタカラトミー公式ホビーチャンネルで配信された、トイの覚醒オプティマスプライマルを使ったストップモーション・アニメーション（コマ撮りアニメ）。